# Wołodymyr Tanczyk
Wołodymyr Romanowycz Tanczyk, ukr. Володимир Романович Танчик (ur. 17 października 1991 w Czerkasach) – ukraiński piłkarz, grający na pozycji pomocnika.

## Kariera piłkarska

### Kariera klubowa
Wychowanek klubów Kniaża Szczasływe i Arsenał Kijów, barwy których bronił w juniorskich mistrzostwach Ukrainy (DJuFL). We wrześniu 2008 rozpoczął karierę piłkarską w drugoligowej drużynie Kniaża Szczasływe. Latem 2009 przeszedł do FK Lwów. W czerwcu 2011 podpisał 3-letni kontrakt z PFK Sewastopol. Po rozformowaniu klubu w maju 2014 opuścił Krym. 1 września 2014 zasilił skład Ruchu Chorzów, w którym grał do końca roku. 27 stycznia 2015 podpisał kontrakt z Górnikiem Łęczna. W lipcu 2015 podpisał kontrakt z Olimpikiem Donieck. 27 stycznia 2017 przeszedł do węgierskiego Gyirmót FC. 30 lipca 2017 podpisał kontrakt z Stomilem Olsztyn. 21 stycznia 2019 zasilił skład Czornomorca Odessa, w którym grał do grudnia 2019 roku. 18 lutego 2020 podpisał kontrakt z Karpatami Lwów.

### Kariera reprezentacyjna
W latach 2007–2008 występował w juniorskich reprezentacjach Ukrainy U-17 i U-18.

## Sukcesy i odznaczenia

### Sukcesy klubowe
- mistrz Ukraińskiej Pierwszej Ligi: 2013